# Tělovýchovná jednota Sparta ČKD Praha 1975-1976
Questa voce raccoglie le informazioni riguardanti il Tělovýchovná jednota Sparta ČKD Praha nelle competizioni ufficiali della stagione 1975-1976.

## Stagione
Questa è l'unica stagione giocata dello Sparta Praga in seconda divisione. I praghesi domineranno il torneo giocando l'ultima partita in uno stadio tutto esaurito. Oltre a vincere il campionato lo Sparta ritrova il successo in Coppa: lo Slovan Bratislava è sconfitto 3-2 e 1-0. È il segno della rinascita granata, che avvierà la squadra verso una forte ripresa.
Grazie al successo in Coppa lo Sparta Praga stabilisce un record imbattibile: è la prima ed unica squadra ad aver vinto una Coppa nazionale giocando nella seconda divisione cecoslovacca.

## Calciomercato
Vengono ceduti Jurkanin (Teplice), Barton e Kara: al loro posto sono acquistati Kotal e Stratil (Teplice). A centrocampo viene venduto Pesice allo Zbrojovka Brno.

## Rosa
| N. |                           | Ruolo | Calciatore         |
| -- | ------------------------- | ----- | ------------------ |
|    | Cecoslovacchia (bandiera) | P     | Jiri Kislinger     |
|    | Cecoslovacchia (bandiera) | D     | Jaroslav Kotec     |
|    | Cecoslovacchia (bandiera) | D     | Pavel Melichar     |
|    | Cecoslovacchia (bandiera) | D     | František Chovanek |
|    | Cecoslovacchia (bandiera) | D     | Oldřich Urban      |
|    | Cecoslovacchia (bandiera) | D     | Vladimir Táborsky  |

| N. |                           | Ruolo | Calciatore       |
| -- | ------------------------- | ----- | ---------------- |
|    | Cecoslovacchia (bandiera) | C     | Tomáš Stranský   |
|    | Cecoslovacchia (bandiera) | C     | Svatopluk Bouska |
|    | Cecoslovacchia (bandiera) | C     | Antonin Princ    |
|    | Cecoslovacchia (bandiera) | C     | Bohumil Veselý   |
|    | Cecoslovacchia (bandiera) | A     | Václav Kotal     |
|    | Cecoslovacchia (bandiera) | A     | Pavel Stratil    |